# Sitio de Tarragona (1811)
El sitio de Tarragona fue un episodio militar de la Guerra de la Independencia Española que enfrentó a las tropas francesas al mando del general Suchet con las españolas, organizadas por Juan Senen de Contreras, gobernador militar de la ciudad. Se produjo entre el 5 de mayo y el 29 de junio de 1811, acabando con el asalto y la ocupación francesa de la ciudad. Del 3 al 11 de junio de 1813 una escuadra británica intentó expulsar sin éxito a los franceses, que no la abandonaron hasta la retirada del general Suchet el 13 de agosto de 1813.

## Asesinatos, violaciones y saqueos
Como ha señalado Josep Fontana, «la ciudad fue víctima de la brutalidad de los conquistadores, que se vengarían de la resistencia con asesinatos —se calcula que más de cinco mil personas fueron sacrificadas—, violaciones, robos y destrucciones. Desde la toma de los franceses hasta su evacuación no quedaron en la ciudad más que cuatrocientas personas, en su mayor parte viejos, disminuidos físicos y niños». Fontana aporta el testimonio de un fraile anónimo testigo de los hechos:

En la catedral se refugiaron más de 8000 personas... Saquearon luego a todos los que estábamos allí refugiados, en cuyo acto a unos molían a palos, a otros a sablazos, a otros a culatazos de fusil, y unos 40 fueron asesinados... Obligaron a muchos a salir, y de éstos degollaron de 6 a 700 alrededor de la catedral; a otros les acompañaban a sus casas a buscar dinero, y, si no lo hallaban, también eran asesinados... Unas veinte personas que se refugiaron en el campanario fueron echadas por los ventanales. Un panadero llamado Aley fue metido y asado en el horno que tenía preparado para cocer, impidiéndole la salida y atizándole con las bayonetas...

El propio Suchet reconoció los hechos en el comunicado que envió al ministro imperial de la Guerra en París:

El quinto asalto, todavía más vigoroso que los anteriores..., ha producido una horrible matanza con escasas pérdidas por nuestra parte. El terrible escarmiento que en mi última comunicación a V.A. ya preveía que habría de hacerse, ha tenido lugar y resonará por mucho tiempo en España. Cuatro mil hombres han quedado muertos en la ciudad, y de los diez o doce mil que han intentado escapar saltando las murallas, más de mil han sido muertos a cuchillazos o se han ahogado.